# Europees kampioenschap voetbal mannen onder 19 - 2016 (kwalificatie)
De kwalificatie voor het Europees kampioenschap voetbal voor mannen onder 19 jaar van 2016 werd gespeeld tussen 18 september en 30 maart 2016. Er zouden in totaal zeven landen kwalificeren voor het eindtoernooi dat in juli 2016 heeft plaatsgevonden in Duitsland. Spelers die geboren zijn na 1 januari 1997 mochten deelnemen. Duitsland hoefde geen kwalificatiewedstrijden te spelen, dit land was als gastland automatisch gekwalificeerd. In totaal deden er 53 landen van de UEFA mee.

## Gekwalificeerde landen
| # | Land       | Gekwalificeerd als          | Beste prestatie                   |
| - | ---------- | --------------------------- | --------------------------------- |
| 1 | Duitsland  | Gastland                    | Kampioen (2008 en 2014)           |
| 2 | Engeland   | Eliteronde: Winnaar groep 1 | Finalist (2005 en 2009)           |
| 3 | Italië     | Eliteronde: Winnaar groep 2 | Kampioen (2003)                   |
| 4 | Oostenrijk | Eliteronde: Winnaar groep 3 | Halve Finale (2003, 2006 en 2014) |
| 5 | Nederland  | Eliteronde: Winnaar groep 4 | Groepsfase (2010, 2013 en 2015)   |
| 6 | Kroatië    | Eliteronde: Winnaar groep 5 | Halve Finale (2010)               |
| 7 | Portugal   | Eliteronde: Winnaar groep 6 | Finalist (2003 en 2014)           |
| 8 | Frankrijk  | Eliteronde: Winnaar groep 7 | Kampioen (2005 en 2010)           |

## Loting kwalificatieronde
Bij de loting werd rekening gehouden met de eerdere resultaten van de landen. Zo werd het coëfficiënt berekend met de resultaten van de kwalificatietoernooien van het Europees Kampioenschap voetbal onder 19 van 2012, 2013 en 2014. Een land was automatisch gekwalificeerd voor de eliteronde, Spanje. Duitsland deed niet mee aan de loting, omdat dit land al gekwalificeerd was. De overige landen startten in de kwalificatieronde. Uit iedere pot werd 1 land in een groep gezet. Om politieke redenen mochten Azerbeidzjan en Armenië en Rusland en Oekraïne niet bij elkaar terecht komen. De loting vond plaats in het hoofdkantoor van de UEFA in Nyon, Zwitserland. Dat was op 3 december 2014 om 9:50.
| Team      | Coëfficiënt | Ranking |
| --------- | ----------- | ------- |
| Duitsland | 8.833       | —       |

| Team   | Coëfficiënt | Ranking |
| ------ | ----------- | ------- |
| Spanje | 13.667      | 1       |

| Team        | Coëfficiënt | Ranking |
| ----------- | ----------- | ------- |
| Portugal    | 11.833      | 2       |
| Servië      | 11.000      | 3       |
| Frankrijk   | 10.333      | 4       |
| Engeland    | 9.833       | 5       |
| Turkije     | 9.500       | 6       |
| Georgië     | 8.500       | 7       |
| Oostenrijk  | 8.333       | 8       |
| Oekraïne    | 8.167       | 9       |
| Denemarken  | 7.667       | 10      |
| Nederland   | 7.500       | 11      |
| Kroatië     | 7.167       | 12      |
| Griekenland | 6.833       | 13      |
| Tsjechië    | 6.167       | 14      |
| België      | 6.000       | 15      |
| Ierland     | 6.000       | 16      |
| Zwitserland | 6.000       | 17      |
| Noorwegen   | 5.833       | 18      |
| Israël      | 5.833       | 19      |
| Italië      | 5.667       | 20      |
| Roemenië    | 5.500       | 21      |
| Bulgarije   | 5.167       | 22      |
| Hongarije   | 5.000       | 23      |
| Zweden      | 4.833       | 24      |
| Rusland     | 4.667       | 25      |
| Schotland   | 4.667       | 26      |
| Cyprus      | 4.167       | 27      |

| Team                  | Coëfficiënt | Ranking |
| --------------------- | ----------- | ------- |
| Montenegro            | 4.167       | 28      |
| Bosnië en Herzegovina | 4.167       | 29      |
| Slovenië              | 4.167       | 30      |
| Slowakije             | 4.167       | 31      |
| Noord-Macedonië       | 4.000       | 32      |
| Polen                 | 3.667       | 33      |
| IJsland               | 3.167       | 34      |
| Armenië               | 3.000       | 35      |
| Estland               | 3.000       | 36      |
| Albanië               | 3.000       | 37      |
| Wales                 | 2.833       | 38      |
| Noord-Ierland         | 2.667       | 39      |
| Letland               | 2.333       | 40      |
| Finland               | 2.333       | 41      |
| Wit-Rusland           | 2.000       | 42      |
| Litouwen              | 1.833       | 43      |
| Azerbeidzjan          | 1.667       | 44      |
| Malta                 | 1.333       | 45      |
| Luxemburg             | 1.000       | 46      |
| Faeröer               | 1.000       | 47      |
| Kazachstan            | 0.333       | 48      |
| Moldavië              | 0.333       | 49      |
| San Marino            | 0.000       | 50      |
| Andorra               | 0.000       | 51      |
| Liechtenstein         | 0.000       | 52      |
| Gibraltar             | 0.000       | 53      |

Vetgedrukt betekent dat dit land zich heeft gekwalificeerd voor het hoofdtoernooi.

## Kwalificatieronde

### Groep 1
De wedstrijden werden gespeeld tussen 13 november en 18 november in Ierland.
| Pos | Team      | Wed | W | G | V | Ptn | DV | DT | +/− | Kwalificatie              |   | SLO | SCO | IRL | LAT |
| --- | --------- | --- | - | - | - | --- | -- | -- | --- | ------------------------- | - | --- | --- | --- | --- |
| 1   | Slovenië  | 3   | 2 | 1 | 0 | 7   | 2  | 0  | +2  | Geplaatst voor eliteronde |   | —   | 1–0 | 1–0 | 0–0 |
| 2   | Schotland | 3   | 2 | 0 | 1 | 6   | 6  | 1  | +5  | Geplaatst voor eliteronde |   | —   | —   | 4–0 | 2–0 |
| 3   | Ierland   | 3   | 1 | 0 | 2 | 3   | 3  | 5  | −2  |                           |   | —   | —   | —   | 3–0 |
| 4   | Letland   | 3   | 0 | 1 | 2 | 1   | 0  | 5  | −5  |                           | — | —   | —   | —   |     |

### Groep 2
De wedstrijden werden gespeeld tussen 18 september en 23 september in Kroatië.
| Pos | Team       | Wed | W | G | V | Ptn | DV | DT | +/− | Kwalificatie              |   | CRO | MNE | HUN | KAZ |
| --- | ---------- | --- | - | - | - | --- | -- | -- | --- | ------------------------- | - | --- | --- | --- | --- |
| 1   | Kroatië    | 3   | 2 | 1 | 0 | 7   | 5  | 2  | +3  | Geplaatst voor eliteronde |   | —   | 3–1 | 1–1 | 1–0 |
| 2   | Montenegro | 3   | 2 | 0 | 1 | 6   | 6  | 4  | +2  | Geplaatst voor eliteronde |   | —   | —   | 3–0 | 2–1 |
| 3   | Hongarije  | 3   | 1 | 1 | 1 | 4   | 5  | 4  | +1  |                           |   | —   | —   | —   | 4–0 |
| 4   | Kazachstan | 3   | 0 | 0 | 3 | 0   | 1  | 7  | −6  |                           | — | —   | —   | —   |     |

### Groep 3
De wedstrijden werden gespeeld tussen 11 november en 16 november in Cyprus.
| Pos | Team      | Wed | W | G | V | Ptn | DV | DT | +/− | Kwalificatie              |   | POL | BUL | LUX | CYP |
| --- | --------- | --- | - | - | - | --- | -- | -- | --- | ------------------------- | - | --- | --- | --- | --- |
| 1   | Polen     | 3   | 2 | 1 | 0 | 7   | 6  | 2  | +4  | Geplaatst voor eliteronde |   | —   | 1–0 | 2–2 | 3–0 |
| 2   | Bulgarije | 3   | 1 | 1 | 1 | 4   | 5  | 5  | 0   | Geplaatst voor eliteronde |   | —   | —   | 2–1 | 3–3 |
| 3   | Luxemburg | 3   | 1 | 1 | 1 | 4   | 5  | 5  | 0   |                           |   | —   | —   | —   | 2–1 |
| 4   | Cyprus    | 3   | 0 | 1 | 2 | 1   | 4  | 8  | −4  |                           | — | —   | —   | —   |     |

### Groep 4
De wedstrijden werden gespeeld tussen 8 oktober en 13 oktober in Macedonië.
| Pos | Team            | Wed | W | G | V | Ptn | DV | DT | +/− | Kwalificatie              |   | ENG | ITA | FIN | MKD |
| --- | --------------- | --- | - | - | - | --- | -- | -- | --- | ------------------------- | - | --- | --- | --- | --- |
| 1   | Engeland        | 3   | 2 | 1 | 0 | 7   | 3  | 0  | +3  | Geplaatst voor eliteronde |   | —   | 0–0 | 1–0 | 2–0 |
| 2   | Italië          | 3   | 1 | 2 | 0 | 5   | 4  | 3  | +1  | Geplaatst voor eliteronde |   | —   | —   | 1–1 | 3–2 |
| 3   | Finland         | 3   | 1 | 1 | 1 | 4   | 3  | 3  | 0   |                           |   | —   | —   | —   | 2–1 |
| 4   | Noord-Macedonië | 3   | 0 | 0 | 3 | 0   | 3  | 7  | −4  |                           | — | —   | —   | —   |     |

### Groep 5
De wedstrijden werden gespeeld tussen 10 november en 15 november in Azerbeidzjan.
| Pos | Team                  | Wed | W | G | V | Ptn | DV | DT | +/− | Kwalificatie              |   | TUR | UKR | AZE | BIH |
| --- | --------------------- | --- | - | - | - | --- | -- | -- | --- | ------------------------- | - | --- | --- | --- | --- |
| 1   | Turkije               | 3   | 2 | 0 | 1 | 6   | 6  | 5  | +1  | Geplaatst voor eliteronde |   | —   | 4–3 | 1–0 | 1–2 |
| 2   | Oekraïne              | 3   | 2 | 0 | 1 | 6   | 10 | 5  | +5  | Geplaatst voor eliteronde |   | —   | —   | 4–0 | 3–1 |
| 3   | Azerbeidzjan          | 3   | 1 | 0 | 2 | 3   | 1  | 5  | −4  |                           |   | —   | —   | —   | 1–0 |
| 4   | Bosnië en Herzegovina | 3   | 1 | 0 | 2 | 3   | 3  | 5  | −2  |                           | — | —   | —   | —   |     |

### Groep 6
De wedstrijden werden gespeeld tussen 10 november en 15 november in Malta.
| Pos | Team       | Wed | W | G | V | Ptn | DV | DT | +/− | Kwalificatie              |   | ISR | DEN | ISL | MLT |
| --- | ---------- | --- | - | - | - | --- | -- | -- | --- | ------------------------- | - | --- | --- | --- | --- |
| 1   | Israël     | 3   | 2 | 1 | 0 | 7   | 7  | 2  | +5  | Geplaatst voor eliteronde |   | —   | 0–0 | 4–1 | 3–1 |
| 2   | Denemarken | 3   | 1 | 2 | 0 | 5   | 4  | 1  | +3  | Geplaatst voor eliteronde |   | —   | —   | 1–1 | 3–0 |
| 3   | IJsland    | 3   | 1 | 1 | 1 | 4   | 3  | 5  | −2  |                           |   | —   | —   | —   | 1–0 |
| 4   | Malta      | 3   | 0 | 0 | 3 | 0   | 1  | 7  | −6  |                           | — | —   | —   | —   |     |

### Groep 7
De wedstrijden werden gespeeld tussen 10 november en 15 november in Portugal.
| Pos | Team        | Wed | W | G | V | Ptn | DV | DT | +/− | Kwalificatie              |   | POR | GRE | LIT | MDA |
| --- | ----------- | --- | - | - | - | --- | -- | -- | --- | ------------------------- | - | --- | --- | --- | --- |
| 1   | Portugal    | 3   | 3 | 0 | 0 | 9   | 10 | 0  | +10 | Geplaatst voor eliteronde |   | —   | 4–0 | 5–0 | 1–0 |
| 2   | Griekenland | 3   | 2 | 0 | 1 | 6   | 3  | 5  | −2  | Geplaatst voor eliteronde |   | —   | —   | 1–0 | 2–1 |
| 3   | Litouwen    | 3   | 1 | 0 | 2 | 3   | 1  | 6  | −5  |                           |   | —   | —   | —   | 1–0 |
| 4   | Moldavië    | 3   | 0 | 0 | 3 | 0   | 1  | 4  | −3  |                           | — | —   | —   | —   |     |

### Groep 8
De wedstrijden werden gespeeld tussen 12 november en 17 november in Georgië.
| Pos | Team       | Wed | W | G | V | Ptn | DV | DT | +/− | Kwalificatie              |   | AUT | GEO | ALB | WAL |
| --- | ---------- | --- | - | - | - | --- | -- | -- | --- | ------------------------- | - | --- | --- | --- | --- |
| 1   | Oostenrijk | 3   | 2 | 1 | 0 | 7   | 5  | 0  | +5  | Geplaatst voor eliteronde |   | —   | 0–0 | 3–0 | 2–0 |
| 2   | Georgië    | 3   | 1 | 1 | 1 | 4   | 3  | 3  | 0   | Geplaatst voor eliteronde |   | —   | —   | 3–0 | 3–0 |
| 3   | Albanië    | 3   | 1 | 0 | 2 | 3   | 3  | 8  | −5  |                           |   | —   | —   | —   | 3–2 |
| 4   | Wales      | 3   | 1 | 0 | 2 | 3   | 5  | 5  | 0   |                           | — | —   | —   | —   |     |

### Groep 9
De wedstrijden werden gespeeld tussen 12 november en 16 november in Rusland.
| Pos | Team          | Wed | W | G | V | Ptn | DV | DT | +/− | Kwalificatie              |  | SVK | NIR | RUS | NOR |
| --- | ------------- | --- | - | - | - | --- | -- | -- | --- | ------------------------- |  | --- | --- | --- | --- |
| 1   | Slowakije     | 3   | 1 | 2 | 0 | 5   | 5  | 3  | +2  | Geplaatst voor eliteronde |  | —   | 2–0 | 1–1 | 2–2 |
| 2   | Noord-Ierland | 3   | 1 | 1 | 1 | 4   | 3  | 4  | −1  | Geplaatst voor eliteronde |  | —   | —   | 1–1 | 2–1 |
| 3   | Rusland       | 3   | 0 | 3 | 0 | 3   | 3  | 3  | 0   | Geplaatst voor eliteronde |  | —   | —   | —   | 1–1 |
| 4   | Noorwegen     | 3   | 0 | 2 | 1 | 2   | 4  | 5  | −1  |                           |  | —   | —   | —   | —   |

### Groep 10
De wedstrijden werden gespeeld tussen 7 oktober en 12 oktober in Frankrijk.
| Pos | Team          | Wed | W | G | V | Ptn | DV | DT | +/− | Kwalificatie              |   | FRA | NED | LIE | GIB |
| --- | ------------- | --- | - | - | - | --- | -- | -- | --- | ------------------------- | - | --- | --- | --- | --- |
| 1   | Frankrijk     | 3   | 2 | 1 | 0 | 7   | 13 | 2  | +11 | Geplaatst voor eliteronde |   | —   | 1–1 | 3–1 | 9–0 |
| 2   | Nederland     | 3   | 2 | 1 | 0 | 7   | 12 | 1  | +11 | Geplaatst voor eliteronde |   | —   | —   | 2–0 | 9–0 |
| 3   | Liechtenstein | 3   | 0 | 1 | 2 | 1   | 2  | 6  | −4  |                           |   | —   | —   | —   | 1–1 |
| 4   | Gibraltar     | 3   | 0 | 1 | 2 | 1   | 1  | 19 | −18 |                           | — | —   | —   | —   |     |

### Groep 11
De wedstrijden werden gespeeld tussen 12 november en 17 november in Roemenië.
| Pos | Team        | Wed | W | G | V | Ptn | DV | DT | +/− | Kwalificatie              |   | SUI | ROM | AND | FAR |
| --- | ----------- | --- | - | - | - | --- | -- | -- | --- | ------------------------- | - | --- | --- | --- | --- |
| 1   | Zwitserland | 3   | 3 | 0 | 0 | 9   | 8  | 1  | +7  | Geplaatst voor eliteronde |   | —   | 3–1 | 1–0 | 4–0 |
| 2   | Roemenië    | 3   | 2 | 0 | 1 | 6   | 5  | 3  | +2  | Geplaatst voor eliteronde |   | —   | —   | 2–0 | 2–0 |
| 3   | Andorra     | 3   | 0 | 1 | 2 | 1   | 1  | 4  | −3  |                           |   | —   | —   | —   | 1–1 |
| 4   | Faeröer     | 3   | 0 | 1 | 2 | 1   | 1  | 7  | −6  |                           | — | —   | —   | —   |     |

### Groep 12
De wedstrijden werden gespeeld tussen 8 oktober en 13 oktober in Estland.
| Pos | Team     | Wed | W | G | V | Ptn | DV | DT | +/− | Kwalificatie              |   | CZE | SRB | EST | ARM |
| --- | -------- | --- | - | - | - | --- | -- | -- | --- | ------------------------- | - | --- | --- | --- | --- |
| 1   | Tsjechië | 3   | 3 | 0 | 0 | 9   | 10 | 3  | +7  | Geplaatst voor eliteronde |   | —   | 4–2 | 2–1 | 4–0 |
| 2   | Servië   | 3   | 2 | 0 | 1 | 6   | 11 | 4  | +7  | Geplaatst voor eliteronde |   | —   | —   | 5–0 | 4–0 |
| 3   | Estland  | 3   | 1 | 0 | 2 | 3   | 3  | 7  | −4  |                           |   | —   | —   | —   | 2–0 |
| 4   | Armenië  | 3   | 0 | 0 | 3 | 0   | 0  | 10 | −10 |                           | — | —   | —   | —   |     |

### Groep 13
De wedstrijden werden gespeeld tussen 7 oktober en 12 oktober in België.
| Pos | Team        | Wed | W | G | V | Ptn | DV | DT | +/− | Kwalificatie              |   | BEL | SWE | BLR | SMR |
| --- | ----------- | --- | - | - | - | --- | -- | -- | --- | ------------------------- | - | --- | --- | --- | --- |
| 1   | België      | 3   | 2 | 1 | 0 | 7   | 13 | 2  | +11 | Geplaatst voor eliteronde |   | —   | 2–0 | 2–2 | 9–0 |
| 2   | Zweden      | 3   | 2 | 0 | 1 | 6   | 3  | 2  | +1  | Geplaatst voor eliteronde |   | —   | —   | 2–0 | 1–0 |
| 3   | Wit-Rusland | 3   | 1 | 1 | 1 | 4   | 8  | 5  | +3  |                           |   | —   | —   | —   | 6–1 |
| 4   | San Marino  | 3   | 0 | 0 | 3 | 0   | 1  | 16 | −15 |                           | — | —   | —   | —   |     |

### Rangschikking derde plekken
Een van de landen die derde eindigde in de kwalificatieronde mocht deelnemen aan de eliteronde. Daarbij werd een rangschikking gemaakt om te bepalen om welk land dit ging. Alleen de resultaten van de wedstrijden van tegen de nummers 1 en 2 in de poule telden mee voor deze rangschikking.
| Pos | Grp | Team          | Wed | W | G | V | Ptn | DV | DT | +/− | Kwalificatie              |
| --- | --- | ------------- | --- | - | - | - | --- | -- | -- | --- | ------------------------- |
| 1   | 9   | Rusland       | 2   | 0 | 2 | 0 | 2   | 2  | 2  | 0   | Geplaatst voor eliteronde |
| 2   | 3   | Luxemburg     | 2   | 0 | 1 | 1 | 1   | 3  | 4  | −1  |                           |
| 3   | 4   | Finland       | 2   | 0 | 1 | 1 | 1   | 1  | 2  | −1  |                           |
| 4   | 13  | Wit-Rusland   | 2   | 0 | 1 | 1 | 1   | 2  | 4  | −2  |                           |
| 5   | 6   | IJsland       | 2   | 0 | 1 | 1 | 1   | 2  | 5  | −3  |                           |
| 6   | 2   | Hongarije     | 2   | 0 | 1 | 1 | 1   | 1  | 4  | −3  |                           |
| 7   | 11  | Andorra       | 2   | 0 | 0 | 2 | 0   | 0  | 3  | −3  |                           |
| 8   | 10  | Liechtenstein | 2   | 0 | 0 | 2 | 0   | 1  | 5  | −4  |                           |
| 9   | 1   | Ierland       | 2   | 0 | 0 | 2 | 0   | 0  | 5  | −5  |                           |
| 10  | 5   | Azerbeidzjan  | 2   | 0 | 0 | 2 | 0   | 0  | 5  | −5  |                           |
| 11  | 12  | Estland       | 2   | 0 | 0 | 2 | 0   | 1  | 7  | −6  |                           |
| 12  | 7   | Litouwen      | 2   | 0 | 0 | 2 | 0   | 0  | 6  | −6  |                           |
| 13  | 8   | Albanië       | 2   | 0 | 0 | 2 | 0   | 0  | 6  | −6  |                           |

1. 1 2 3 4  Er is hier gekeken naar de disciplinaire punten.

## Loting eliteronde
De loting voor de eliteronde werd gehouden op 3 december 2015 om 11:00 in het UEFA-hoofdkwartier in Nyon, Zwitserland. De teams werden verdeeld op basis van de resultaten in de kwalificatieronde. Spanje, dat land was automatisch gekwalificeerd voor deze ronde, werd in Pot 1 gezet. Bij de loting werd uit iedere pot 1 land getrokken en die werden bij elkaar in een groep gezet. Landen die in de kwalificatieronde al tegen elkaar hadden gespeeld konden niet nog een keer tegen elkaar loten. Om politieke redenen mochten Rusland en Oekraïne niet tegen elkaar loten.
| Pos | Grp | Team          | Wed | W | G | V | Ptn | DV | DT | +/− | Seeding |
| --- | --- | ------------- | --- | - | - | - | --- | -- | -- | --- | ------- |
| 1   | —   | Spanje        | 0   | 0 | 0 | 0 | 0   | 0  | 0  | 0   | Pot A   |
| 2   | 7   | Portugal      | 3   | 3 | 0 | 0 | 9   | 10 | 0  | +10 | Pot A   |
| 3   | 12  | Tsjechië      | 3   | 3 | 0 | 0 | 9   | 10 | 3  | +7  | Pot A   |
| 4   | 11  | Zwitserland   | 3   | 3 | 0 | 0 | 9   | 8  | 1  | +7  | Pot A   |
| 5   | 13  | België        | 3   | 2 | 1 | 0 | 7   | 13 | 2  | +11 | Pot A   |
| 6   | 10  | Frankrijk     | 3   | 2 | 1 | 0 | 7   | 13 | 2  | +11 | Pot A   |
| 7   | 10  | Nederland     | 3   | 2 | 1 | 0 | 7   | 12 | 1  | +11 | Pot A   |
| 8   | 6   | Israël        | 3   | 2 | 1 | 0 | 7   | 7  | 2  | +5  | Pot B   |
| 9   | 3   | Polen         | 3   | 2 | 1 | 0 | 7   | 6  | 2  | +4  | Pot B   |
| 10  | 2   | Kroatië       | 3   | 2 | 1 | 0 | 7   | 5  | 2  | +3  | Pot B   |
| 11  | 8   | Oostenrijk    | 3   | 2 | 1 | 0 | 7   | 4  | 1  | +3  | Pot B   |
| 12  | 4   | Engeland      | 3   | 2 | 1 | 0 | 7   | 3  | 0  | +3  | Pot B   |
| 13  | 1   | Slovenië      | 3   | 2 | 1 | 0 | 7   | 2  | 0  | +2  | Pot B   |
| 14  | 12  | Servië        | 3   | 2 | 0 | 1 | 6   | 11 | 4  | +7  | Pot B   |
| 15  | 5   | Oekraïne      | 3   | 2 | 0 | 1 | 6   | 10 | 5  | +5  | Pot C   |
| 16  | 1   | Schotland     | 3   | 2 | 0 | 1 | 6   | 6  | 1  | +5  | Pot C   |
| 17  | 2   | Montenegro    | 3   | 2 | 0 | 1 | 6   | 6  | 4  | +2  | Pot C   |
| 18  | 11  | Roemenië      | 3   | 2 | 0 | 1 | 6   | 5  | 3  | +2  | Pot C   |
| 19  | 5   | Turkije       | 3   | 2 | 0 | 1 | 6   | 6  | 5  | +1  | Pot C   |
| 20  | 13  | Zweden        | 3   | 2 | 0 | 1 | 6   | 3  | 2  | +1  | Pot C   |
| 21  | 7   | Griekenland   | 3   | 2 | 0 | 1 | 6   | 3  | 5  | −2  | Pot C   |
| 22  | 6   | Denemarken    | 3   | 1 | 2 | 0 | 5   | 4  | 1  | +3  | Pot D   |
| 23  | 9   | Slowakije     | 3   | 1 | 2 | 0 | 5   | 5  | 3  | +2  | Pot D   |
| 24  | 4   | Italië        | 3   | 1 | 2 | 0 | 5   | 4  | 3  | +1  | Pot D   |
| 25  | 3   | Bulgarije     | 3   | 1 | 1 | 1 | 4   | 5  | 5  | 0   | Pot D   |
| 26  | 9   | Noord-Ierland | 3   | 1 | 1 | 1 | 4   | 3  | 4  | −1  | Pot D   |
| 27  | 8   | Georgië       | 3   | 1 | 1 | 1 | 4   | 1  | 3  | −2  | Pot D   |
| 28  | 9   | Rusland       | 3   | 0 | 3 | 0 | 3   | 3  | 3  | 0   | Pot D   |

1. 1 2  Disciplinaire punten.
2. 1 2  De oorspronkelijk uitslag geldt hier, dus niet de toegekende 3−0 overwinning.

## Eliteronde

### Groep 1
De wedstrijden werden gespeeld tussen 24 maart en 29 maart in Spanje.
| Pos | Team        | Wed | W | G | V | Ptn | DV | DT | +/− | Kwalificatie                     |   | ENG | ESP | GRE | GEO |
| --- | ----------- | --- | - | - | - | --- | -- | -- | --- | -------------------------------- | - | --- | --- | --- | --- |
| 1   | Engeland    | 3   | 2 | 1 | 0 | 7   | 5  | 2  | +3  | Geplaatst voor het hoofdtoernooi |   | —   | 2–0 | 1–1 | 2–1 |
| 2   | Spanje      | 3   | 1 | 1 | 1 | 4   | 3  | 3  | 0   |                                  |   | —   | —   | 2–0 | 1–1 |
| 3   | Griekenland | 3   | 1 | 1 | 1 | 4   | 3  | 4  | −1  |                                  | — | —   | —   | 2–1 |     |
| 4   | Georgië     | 3   | 0 | 1 | 2 | 1   | 3  | 5  | −2  |                                  | — | —   | —   | —   |     |

### Groep 2
De wedstrijden werden gespeeld tussen 25 maart en 30 maart in Italië.
| Pos | Team        | Wed | W | G | V | Ptn | DV | DT | +/− | Kwalificatie                     |   | ITA | TUR | ISR | SUI |
| --- | ----------- | --- | - | - | - | --- | -- | -- | --- | -------------------------------- | - | --- | --- | --- | --- |
| 1   | Italië      | 3   | 2 | 1 | 0 | 7   | 8  | 2  | +6  | Geplaatst voor het hoofdtoernooi |   | —   | 2–2 | 4–0 | 2–0 |
| 2   | Turkije     | 3   | 2 | 1 | 0 | 7   | 7  | 3  | +4  |                                  |   | —   | —   | 1–0 | 4–1 |
| 3   | Israël      | 3   | 1 | 0 | 2 | 3   | 2  | 5  | −3  |                                  | — | —   | —   | 2–0 |     |
| 4   | Zwitserland | 3   | 0 | 0 | 3 | 0   | 1  | 8  | −7  |                                  | — | —   | —   | —   |     |

### Groep 3
De wedstrijden werden gespeeld tussen 24 maart en 29 maart in Oostenrijk.
| Pos | Team       | Wed | W | G | V | Ptn | DV | DT | +/− | Kwalificatie                     |   | AUT | SVK | CZE | ROM |
| --- | ---------- | --- | - | - | - | --- | -- | -- | --- | -------------------------------- | - | --- | --- | --- | --- |
| 1   | Oostenrijk | 3   | 3 | 0 | 0 | 9   | 10 | 2  | +8  | Geplaatst voor het hoofdtoernooi |   | —   | 3–1 | 3–1 | 4–0 |
| 2   | Slowakije  | 3   | 2 | 0 | 1 | 6   | 6  | 5  | +1  |                                  |   | —   | —   | 2–1 | 3–1 |
| 3   | Tsjechië   | 3   | 1 | 0 | 2 | 3   | 5  | 5  | 0   |                                  | — | —   | —   | 3–0 |     |
| 4   | Roemenië   | 3   | 0 | 0 | 3 | 0   | 1  | 10 | −9  |                                  | — | —   | —   | —   |     |

### Groep 4
De wedstrijden werden gespeeld tussen 24 maart en 29 maart in Nederland.
| Pos | Team          | Wed | W | G | V | Ptn | DV | DT | +/− | Kwalificatie                     |   | NED | POL | UKR | NIR |
| --- | ------------- | --- | - | - | - | --- | -- | -- | --- | -------------------------------- | - | --- | --- | --- | --- |
| 1   | Nederland     | 3   | 2 | 1 | 0 | 7   | 4  | 2  | +2  | Geplaatst voor het hoofdtoernooi |   | —   | 0–0 | 3–2 | 1–0 |
| 2   | Polen         | 3   | 1 | 2 | 0 | 5   | 2  | 1  | +1  |                                  |   | —   | —   | 0–0 | 2–1 |
| 3   | Oekraïne      | 3   | 1 | 1 | 1 | 4   | 4  | 3  | +1  |                                  | — | —   | —   | 2–0 |     |
| 4   | Noord-Ierland | 3   | 0 | 0 | 3 | 0   | 1  | 5  | −4  |                                  | — | —   | —   | —   |     |

### Groep 5
De wedstrijden werden gespeeld tussen 23 maart en 28 maart in Kroatië.
| Pos | Team      | Wed | W | G | V | Ptn | DV | DT | +/− | Kwalificatie                     |   | CRO | BEL | SCO | BUL |
| --- | --------- | --- | - | - | - | --- | -- | -- | --- | -------------------------------- | - | --- | --- | --- | --- |
| 1   | Kroatië   | 3   | 3 | 0 | 0 | 9   | 8  | 0  | +8  | Geplaatst voor het hoofdtoernooi |   | —   | 4–0 | 3–0 | 1–0 |
| 2   | België    | 3   | 2 | 0 | 1 | 6   | 3  | 4  | −1  |                                  |   | —   | —   | 2–0 | 1–0 |
| 3   | Schotland | 3   | 1 | 0 | 2 | 3   | 2  | 6  | −4  |                                  | — | —   | —   | 2–1 |     |
| 4   | Bulgarije | 3   | 0 | 0 | 3 | 0   | 1  | 4  | −3  |                                  | — | —   | —   | —   |     |

### Groep 6
De wedstrijden werden gespeeld tussen 24 maart en 29 maart in Portugal.
| Pos | Team     | Wed | W | G | V | Ptn | DV | DT | +/− | Kwalificatie                     |   | POR | SLO | RUS | SWE |
| --- | -------- | --- | - | - | - | --- | -- | -- | --- | -------------------------------- | - | --- | --- | --- | --- |
| 1   | Portugal | 3   | 2 | 1 | 0 | 7   | 8  | 2  | +6  | Geplaatst voor het hoofdtoernooi |   | —   | 3–1 | 1–1 | 4–0 |
| 2   | Slovenië | 3   | 2 | 0 | 1 | 6   | 5  | 4  | +1  |                                  |   | —   | —   | 1–0 | 3–1 |
| 3   | Rusland  | 3   | 1 | 1 | 1 | 4   | 3  | 3  | 0   |                                  | — | —   | —   | 2–1 |     |
| 4   | Zweden   | 3   | 0 | 0 | 3 | 0   | 2  | 9  | −7  |                                  | — | —   | —   | —   |     |

### Groep 7
De wedstrijden werden gespeeld tussen 24 maart en 29 maart in Servië.
| Pos | Team       | Wed | W | G | V | Ptn | DV | DT | +/− | Kwalificatie                     |   | FRA | DEN | SRB | MNE |
| --- | ---------- | --- | - | - | - | --- | -- | -- | --- | -------------------------------- | - | --- | --- | --- | --- |
| 1   | Frankrijk  | 3   | 3 | 0 | 0 | 9   | 6  | 0  | +6  | Geplaatst voor het hoofdtoernooi |   | —   | 4–0 | 1–0 | 1–0 |
| 2   | Denemarken | 3   | 1 | 1 | 1 | 4   | 9  | 7  | +2  |                                  |   | —   | —   | 2–2 | 7–1 |
| 3   | Servië     | 3   | 1 | 1 | 1 | 4   | 6  | 4  | +2  |                                  | — | —   | —   | 4–1 |     |
| 4   | Montenegro | 3   | 0 | 0 | 3 | 0   | 2  | 12 | −10 |                                  | — | —   | —   | —   |     |